# Sovětský svaz na Letních olympijských hrách 1956
Sovětský svaz na Letních olympijských hrách 1956 v australském Melbourne reprezentovala výprava 272 sportovců, z toho 233 mužů a 39 žen v 17 sportech.

## Medailisté
| Medaile | Jméno | Sport                | Disciplína                                                |
| ------- | --- | -------------------- | --------------------------------------------------------- |
| Zlato   | Valentin Muratov | Sportovní gymnastika | Muži prostná                                              |
| Zlato   | Larisa Latyninová | Sportovní gymnastika | Ženy prostná                                              |
| Zlato   | Viktor Čukarin | Sportovní gymnastika | Muži víceboj – jednotlivci                                |
| Zlato   | Larisa Latyninová | Sportovní gymnastika | Ženy víceboj – jednotlivci                                |
| Zlato   | Viktor Čukarin | Sportovní gymnastika | Muži bradla                                               |
| Zlato   | Boris Šachlin | Sportovní gymnastika | Muži kůň našíř                                            |
| Zlato   | Albert Azarjan | Sportovní gymnastika | Muži kruhy                                                |
| Zlato   | Viktor Čukarin Valentin Muratov Boris Šachlin Albert Azarjan Jurij Titov Pavel Stolbov | Sportovní gymnastika | Družstvo mužů                                             |
| Zlato   | Tamara Maninová Larisa Latyninová Sofja Muratovová Lidija Ivanovová Polina Astachovová Ljudmila Jegorovová | Sportovní gymnastika | Družstvo žen                                              |
| Zlato   | Valentin Muratov | Sportovní gymnastika | Muži přeskok                                              |
| Zlato   | Larisa Latyninová | Sportovní gymnastika | Ženy přeskok                                              |
| Zlato   | Volodymyr Kuc | Atletika             | Muži běh na 10 000 m                                      |
| Zlato   | Leonid Spirin | Atletika             | Muži chůze 20 km                                          |
| Zlato   | Volodymyr Kuc | Atletika             | Muži běh na 5000 m                                        |
| Zlato   | Inese Jaunzeme | Atletika             | Ženy hod oštěpem                                          |
| Zlato   | Tamara Tyškevičová | Atletika             | Ženy vrh koulí                                            |
| Zlato   | Vladimir Safronov | Box                  | Muži pérová váha do 57 kg                                 |
| Zlato   | Vladimir Jengibarjan | Box                  | Muži velterová váha do 63,5 kg                            |
| Zlato   | Gennadij Šatkov | Box                  | Muži váha střední do 75 kg                                |
| Zlato   | Pavel Charin Gracian Botěv | Kanoistika           | Muži C-2 10 000 m                                         |
| Zlato   | Jelizaveta Dementěvová | Kanoistika           | Ženy K-1 500 m                                            |
| Zlato   | Lev Jašin Anatolij Bašaškin Michail Ogoňkov Boris Kuzněcov Igor Netto Anatolij Masljonkin Boris Tatušin Anatolij Isajev Nikita Simonjan Sergej Salnikov Anatolij Iljin Nikolaj Tiščenko Alexej Paramonov Eduard Strelcov Valentin Ivanov Vladimir Ryžkin Jožef Beca Boris Razinskij | Fotbal               | Turnaj mužů                                               |
| Zlato   | Igor Novikov Ivan Děrjugin Alexandr Tarasov | Moderní pětiboj      | Družstvo mužů                                             |
| Zlato   | Alexandr Berkutov Jurij Ťukalov | Veslování            | Muži dvojskif                                             |
| Zlato   | Vjačeslav Ivanov | Veslování            | Muži skif                                                 |
| Zlato   | Vitalij Romaněnko | Sportovní střelba    | Muži 100 m běžící jelen, jeden výstřel dvě střelby        |
| Zlato   | Vasilij Borisov | Sportovní střelba    | Muži 300 metrů puška tři pozice                           |
| Zlato   | Anatolij Bogdanov | Sportovní střelba    | Muži 50 metrů libovolná malorážka 3×40 ran polohový závod |
| Zlato   | Igor Rybak | Vzpírání             | Muži lehká váha do 67,5 kg                                |
| Zlato   | Fjodor Bogdanovskij | Vzpírání             | Muži střední váha do 75 kg                                |
| Zlato   | Arkadij Vorobjov | Vzpírání             | Muži polotěžká váha do 90 kg                              |
| Zlato   | Mirian Calkalamanidze | Zápas                | muži, volný styl do 52 kg                                 |
| Zlato   | Anatolij Parfjonov | Zápas                | muži, řecko-římský nad 87 kg                              |
| Zlato   | Nikolaj Solověv | Zápas                | muži, řecko-římský do 52 kg                               |
| Zlato   | Konstantin Vyrupajev | Zápas                | muži, řecko-římský do 57 kg                               |
| Zlato   | Givi Kartozija | Zápas                | muži, řecko-římský do 79 kg                               |
| Zlato   | Valentin Nikolajev | Zápas                | muži, řecko-římský do 87 kg                               |
| Stříbro | Tamara Maninová | Sportovní gymnastika | Ženy kladina                                              |
| Stříbro | Viktor Čukarin | Sportovní gymnastika | Muži prostná                                              |
| Stříbro | Jurij Titov | Sportovní gymnastika | Muži hrazda                                               |
| Stříbro | Valentin Muratov | Sportovní gymnastika | Muži kruhy                                                |
| Stříbro | Larisa Latyninová | Sportovní gymnastika | Ženy bradla                                               |
| Stříbro | Tamara Maninová | Sportovní gymnastika | Ženy přeskok                                              |
| Stříbro | Antanas Mikenas | Atletika             | Muži chůze 20 km                                          |
| Stříbro | Leonid Barteněv Jurij Konovalov Vladimir Sucharev Boris Tokarev | Atletika             | Muži štafeta 4 × 100 m                                    |
| Stříbro | Jevgenij Maskinskov | Atletika             | Muži chůze 50 km                                          |
| Stříbro | Irina Begljakovová | Atletika             | Ženy hod diskem                                           |
| Stříbro | Michail Krivonosov | Atletika             | Muži hod kladivem                                         |
| Stříbro | Marija Pisarevová | Atletika             | Ženy skok vysoký                                          |
| Stříbro | Galina Zybinová | Atletika             | Ženy vrh koulí                                            |
| Stříbro | Valdis Muizhniek Maigonis Valdmanis Vladimir Torban Stasys Stonkus Kazys Petkevičius Arkadij Bočkarjov Jānis Krūmiņš Michail Semjonov Algirdas Lauritenas Jurij Ozerov Viktor Zubkov Michail Studěneckij                                                                            | Basketbal            | Turnaj mužů                                               |
| Stříbro | Lev Muchin | Box                  | Muži váha těžká do 81 kg                                  |
| Stříbro | Pavel Charin Gracian Botěv | Kanoistika           | Muži C-2 1 000 m                                          |
| Stříbro | Igor Pisarev | Kanoistika           | Muži K-1 1 000 m                                          |
| Stříbro | Mihhail Kaaleste Anatolij Děmitkov | Kanoistika           | Muži K-2 1 000 m                                          |
| Stříbro | Igor Buldakov Viktor Ivanov | Veslování            | Muži dvojka bez kormidelníka                              |
| Stříbro | Jevgenij Čerkasov | Sportovní střelba    | Muži 25 metrů rychlopalná pistole                         |
| Stříbro | Allan Erdman | Sportovní střelba    | Muži 300 metrů puška tři pozice                           |
| Stříbro | Machmud Umarov | Sportovní střelba    | Muži 50 metrů libovolná pistole                           |
| Stříbro | Vasilij Borisov | Sportovní střelba    | Muži 50 metrů libovolná malorážka 60 ran vleže            |
| Stříbro | Vladimir Stogov | Vzpírání             | Muži bantamová váha do 56 kg                              |
| Stříbro | Jevgenij Minajev | Vzpírání             | Muži pérová váha do 60 kg                                 |
| Stříbro | Ravil Chabutdinov | Vzpírání             | Muži lehká váha do 67,5 kg                                |
| Stříbro | Vasilij Stěpanov | Vzpírání             | Muži lehkotěžká váha do 82,5 kg                           |
| Stříbro | Boris Kulajev | Zápas                | muži, volný styl do 87 kg                                 |
| Stříbro | Vladimir Manějev | Zápas                | muži, řecko-římský do 73 kg                               |
| Bronz   | Jurij Titov | Sportovní gymnastika | Muži víceboj – jednotlivci                                |
| Bronz   | Sofja Muratovová | Sportovní gymnastika | Ženy víceboj – jednotlivci                                |
| Bronz   | Viktor Čukarin | Sportovní gymnastika | Muži kůň našíř                                            |
| Bronz   | Tamara Maninová Larisa Latyninová Sofja Muratovová Lidija Ivanovová Polina Astachovová Ljudmila Jegorovová | Sportovní gymnastika | Družstvo žen společné sestavy s náčiním                   |
| Bronz   | Sofja Muratovová | Sportovní gymnastika | Ženy bradla                                               |
| Bronz   | Jurij Titov | Sportovní gymnastika | Muži přeskok                                              |
| Bronz   | Bruno Junk | Atletika             | Muži chůze 20 km                                          |
| Bronz   | Ardalion Ignaťjev | Atletika             | Muži běh na 400 m                                         |
| Bronz   | Vasilij Kuzněcov | Atletika             | Muži desetiboj                                            |
| Bronz   | Nina Romaškovová | Atletika             | Ženy hod diskem                                           |
| Bronz   | Anatolij Samocvetov | Atletika             | Muži hod kladivem                                         |
| Bronz   | Igor Kaškarov | Atletika             | Muži skok vysoký                                          |
| Bronz   | Viktor Cybulenko | Atletika             | Muži hod oštěpem                                          |
| Bronz   | Naděžda Koňajevová | Atletika             | Ženy hod oštěpem                                          |
| Bronz   | Naděžda Dvališviliová | Atletika             | Ženy skok daleký                                          |
| Bronz   | Vitold Krejer | Atletika             | Muži trojskok                                             |
| Bronz   | Anatolij Lagetko | Box                  | Muži lehká váha do 60 kg                                  |
| Bronz   | Romualdas Murauskas | Box                  | Muži váha polotěžká do 81 kg                              |
| Bronz   | Gennadij Bucharin | Kanoistika           | Muži C-1 10 000 m                                         |
| Bronz   | Gennadij Bucharin | Kanoistika           | Muži C-1 1 000 m                                          |
| Bronz   | Lev Kuzněcov | Šerm                 | Muži šavle                                                |
| Bronz   | Jakov Rylskij David Tyšler Lev Kuzněcov Jevgenij Čerepovskij Leonid Bogdanov | Šerm                 | Družstvo mužů šavle                                       |
| Bronz   | Igor Jemčuk Georgij Žilin Vladimir Petrov | Veslování            | Muži dvojka s kormidelníkem                               |
| Bronz   | Vladimir Sevrjugin | Sportovní střelba    | Muži 100 m běžící jelen, jeden výstřel dvě střelby        |
| Bronz   | Charis Juničev | Plavání              | Muži 200 m prsa                                           |
| Bronz   | Vitalij Sorokin Vladimir Stružanov Gennadij Nikolajev Boris Nikitin | Plavání              | Muži štafeta 4 × 200 m volný způsob                       |
| Bronz   | Boris Gojchman Valentin Prokopov Jurij Šljapin Vjačeslav Kurennoj Pjotr Breus Pjotr Mšvenieradze Boris Markarov Michail Ryžak Viktor Agejev Nodar Gvacharija | Vodní pólo           | Turnaj mužů                                               |
| Bronz   | Michail Šachov | Zápas                | muži, volný styl do 57 kg                                 |
| Bronz   | Alimbeg Bestajev | Zápas                | muži, volný styl do 67 kg                                 |
| Bronz   | Vachtang Balavadze | Zápas                | muži, volný styl do 73 kg                                 |
| Bronz   | Giorgi Schirtladze | Zápas                | muži, volný styl do 79 kg                                 |
| Bronz   | Roman Dzneladze | Zápas                | muži, řecko-římský do 62 kg                               |

## Zápas

### Zápas řecko-římský
podrobně zde
| Váha   | Zápasník             | Zastupoval    | Kolo                                        | Kolo                                        | Kolo                                      | Kolo                                         | Kolo                                        | Kolo                                      | CP               |
| Váha   | Zápasník             | Zastupoval    | 1.                                          | 2.                                          | 3.                                        | 4.                                           | 5.                                          | 6.                                        | CP               |
| ------ | -------------------- | ------------- | ------------------------------------------- | ------------------------------------------- | ----------------------------------------- | -------------------------------------------- | ------------------------------------------- | ----------------------------------------- | ---------------- |
| −52 kg | Nikolaj Solovjov     | Ruská SFSR    | výhra po verditku 2-1 · D. Pârvulescu (ROU) | výhra na lopatky · A. Zoete (FRA)           | volný los                                 | prohra po verditku 1-2 · D. A. Eğribaş (TUR) | výhra na lopatky · I. Fabra (ITA)           | —                                         | Zlatá medaile    |
| −57 kg | Konstantin Vyrupajev | Ruská SFSR    | prohra po verditku 1-2 · F. Horvath (ROU)   | výhra po verdiktu 3-0 · Y. Yılmaz (TUR)     | výhra na lopatky · D. Petrov (BUL)        | výhra po verditku 3-0 · I. Hódos (HUN)       | volný los                                   | výhra po verdiktu 3-0 · E. Vesterby (SWE) | Zlatá medaile    |
| −62 kg | Roman Dzneladze      | Gruzínská SSR | prohra na lopatky · M. Sille (TUR)          | výhra na lopatky · G. Håkansson (SWE)       | výhra na lopatky · U. Trippa (ITA)        | výhra po verditku 2-1 · R. Mäkinen (FIN)     | volný los                                   | prohra po verdiktu 1-2 · I. Polyák (HUN)  | Bronzová medaile |
| −67 kg | Vladimir Rosin       | Ruská SFSR    | prohra po verdiktu 0-3 · B. Brötzner (AUT)  | prohra po verdiktu 1-2 · Gyula Tóth (HUN)   | vyřazen                                   | vyřazen                                      | vyřazen                                     | vyřazen                                   | úč.              |
| −73 kg | Vladimir Manějev     | Ruská SFSR    | výhra po verditku 3-0 · V. Rantanen (FIN)   | výhra na lopatky · E. Wandaller (AUT)       | výhra po verditku 2-1 · S. Schäfer (EUA)  | volný los                                    | výhra po verdiktu 3-0 · P. Berlin (SWE)     | prohra po verdiktu 0-3 · M. Bayrak (TUR)  | Stříbrná medaile |
| −79 kg | Givi Kartozija       | Gruzínská SSR | prohra po verdiktu 0-3 · R. Jansson (SWE)   | výhra na lopatky · V. Punkari (FIN)         | výhra po verdiktu 3-0 · G. Gurics (HUN)   | výhra po verditku 2-1 · D. Dobrev (BUL)      | volný los                                   | —                                         | Zlatá medaile    |
| −87 kg | Valentin Nikolajev   | Ruská SFSR    | výhra po verdiktu 3-0 · P. Sirakov (BUL)    | výhra po verdiktu 3-0 · G. Kovács (HUN)     | výhra po verdiktu 3-0 · V. Lahti (FIN)    | výhra po verdiktu 3-0 · K.-E. Nilsson (SWE)  | volný los                                   | —                                         | Zlatá medaile    |
| +87 kg | Anatolij Parfjonov   | Ruská SFSR    | výhra po verditku 2-1 · W. Dietrich (GER)   | prohra po verdiktu 0-3 · B. Antonsson (SWE) | výhra – soupeř vzdal · J. Mechmedov (BUL) | volný los                                    | výhra po verdiktu 3-0 · A. Bulgarelli (ITA) | volný los                                 | Zlatá medaile    |

### Zápas ve volném stylu
podrobně zde
| Váha   | Zápasník               | Zastupoval     | Kolo                                      | Kolo                                       | Kolo                                        | Kolo                                    | Kolo                                         | Kolo                                     | Kolo                                       | CP               |
| Váha   | Zápasník               | Zastupoval     | 1.                                        | 2.                                         | 3.                                          | 4.                                      | 5.                                           | 6.                                       | 7.                                         | CP               |
| ------ | ---------------------- | -------------- | ----------------------------------------- | ------------------------------------------ | ------------------------------------------- | --------------------------------------- | -------------------------------------------- | ---------------------------------------- | ------------------------------------------ | ---------------- |
| −52 kg | Mirijan Calkalamanidze | Gruzínská SSR  | výhra po verditku 3-0 · R. Delgado (USA)  | výhra po verdiktu 2-1 · T. Asai (JPN)      | výhra na lopatky · B. Daware (IND)          | prohra po verdiktu 0-3 · H. Akbaş (TUR) | volný los                                    | výhra na lopatky · M. Chodžastepur (IRI) | —                                          | Zlatá medaile    |
| −57 kg | Michail Šachov         | Ukrajinská SSR | prohra po verditku 0-3 · M. Jagúbí (IRI)  | výhra na lopatky · E. Ramel (PHI)          | výhra na lopatky · D. Zahur (PAK)           | volný los                               | prohra po verdiktu 0-3 · M. Dağıstanlı (TUR) | —                                        | —                                          | Bronzová medaile |
| −62 kg | Linar Salimullin       | Ukrajinská SSR | volný los                                 | prohra po verdiktu 1-2 · Š. Sasahara (JPN) | výhra po verdiktu 3-0 · R. Sarup (IND)      | prohra po verditku 0-3 · J. Mewis (BEL) | vyřazen                                      | vyřazen                                  | vyřazen                                    | 7.               |
| −67 kg | Alimbek Bestajev       | Ruská SFSR     | volný los                                 | výhra na lopatky · O Te-Kun (KOR)          | výhra na lopatky · G. Zajčev (BUL)          | výhra na lopatky · M. Ashraf (PAK)      | výhra po verdiktu 2-1 · G. Tóth (HUN)        | prohra na lopatky · E. Habíbí (IRI)      | prohra po verdiktu 0-3 · Š. Kasahara (JPN) | Bronzová medaile |
| −73 kg | Vachtang Balavadze     | Gruzínská SSR  | výhra po verditku 3-0 · V. Rantanen (FIN) | výhra na lopatky · A. Tischendorf (EUA)    | prohra po verdiktu 0-3 · M. Ikeda (JPN)     | výhra na lopatky · P. Berlin (SWE)      | prohra na lopatky · İ. Zengin (TUR)          | —                                        | —                                          | Bronzová medaile |
| −79 kg | Giorgi Schirtladze     | Gruzínská SSR  | prohra po verdiktu 0-3 · N. Stančev (BUL) | výhra na lopatky · N. Arcales (PHI)        | výhra na lopatky · M. van Zyl (RSA)         | výhra na lopatky · H. Sterr (EUA)       | výhra po verditku 2-1 · İ. Atlı (TUR)        | prohra na lopatky · D. Hodge (USA)       | —                                          | Bronzová medaile |
| −87 kg | Boris Kulajev          | Ruská SFSR     | výhra po verdiktu 3-0 · V. Palm (SWE)     | výhra po verdiktu 2-1 · A. Atan (TUR)      | volný los                                   | výhra na lopatky · G. Martina (IRL)     | prohra po verdiktu 0-3 · G. Tachtí (IRI)     | výhra po verdiktu 3-0 · P. Blair (USA)   | volný los                                  | Stříbrná medaile |
| +87 kg | Ivan Vychrysťuk        | Ukrajinská SSR | výhra po verditku 3-0 · J. Da Silva (NZL) | výhra po verditku 3-0 · K. Richmond (GBR)  | prohra po verditku 0-3 · J. Mechmedov (BUL) | vyřazen                                 | vyřazen                                      | vyřazen                                  | vyřazen                                    | 6.               |